# Morena (district)
Morena is een district van de Indiase staat Madhya Pradesh. Het district telt 1.587.264 inwoners (2001) en heeft een oppervlakte van 4991 km².
Hoofdstad: Bhopal
Districten: